# Convocazioni alla Coppa panamericana femminile di pallavolo 2025
Elenco delle giocatrici convocate per la Coppa panamericana 2025.

## Canada
| N° | Nome             | Ruolo | Data di nascita   | Squadra             |
| -- | ---------------- | ----- | ----------------- | ------------------- |
| -  | Matthew Krueger  | All.  | -                 | -                   |
| 2  | Delaney Watson   | L     | 24 novembre 2005  | Toronto             |
| 4  | Macyn Unger      | L     | 28 maggio 2004    | Simon Fraser        |
| 10 | Veronica Dickson | C     | 9 agosto 2005     | Alberta             |
| 12 | Raeven Chase     | C     | 17 maggio 2000    | Neuchâtel           |
| 21 | Taylor de Boer   | S     | 26 luglio 2005    | Illinois            |
| 23 | Emma Boyd        | C     | 19 novembre 2002  | Mount Royal         |
| 24 | Lauryn Hovey     | O     | 11 giugno 2004    | Bowling Green State |
| 25 | Sydney Grills    | O     | 9 febbraio 2000   | -                   |
| 28 | Raya Surinx      | S     | 5 settembre 2004  | Manitoba            |
| 30 | Madyson Saris    | S     | 9 novembre 2003   | Indiana             |
| 31 | Jasmine Rivest   | S     | 28 settembre 2001 | PTSV Aachen         |
| 33 | Cailin Bitter    | P     | 6 novembre 2002   | Fraser Valley       |
| 35 | Isabella Noble   | P     | 25 marzo 2003     | Erfurt              |
| 37 | Jessica Andrews  | C     | 3 settembre 2003  | Bowling Green State |

## Colombia
| N° | Nome                  | Ruolo | Data di nascita   | Squadra         |
| -- | --------------------- | ----- | ----------------- | --------------- |
| -  | Guilherme Vieira      | All.  | -                 | -               |
| 3  | Dayana Segovia        | O     | 24 marzo 1996     | Heidelberg      |
| 4  | Laura Grajales        | S     | 21 dicembre 2002  | Universitario   |
| 5  | Ana Karina Olaya      | S     | 13 settembre 2002 | Aras Kargo      |
| 6  | Valerin Carabalí      | C     | 25 ottobre 2000   | Vandœuvre Nancy |
| 7  | Katherin Ramírez      | C     | 17 gennaio 2005   | Azərreyl        |
| 8  | Laura Zapata          | L     | 8 maggio 2005     | Risaralda       |
| 10 | Juliana Toro          | L     | 29 gennaio 1995   | Amavolei        |
| 11 | Karen Renteria        | O     | 10 ottobre 2003   | VKP Bratislava  |
| 15 | María Alejandra Marín | P     | 4 novembre 1995   | Mulhouse        |
| 16 | Melissa Rangel        | C     | 16 ottobre 1994   | Rebaza Acosta   |
| 18 | Helen Lozano          | C     | 24 gennaio 2008   | Bogotá          |
| 19 | Wendy Vargas          | S     | 8 gennaio 2003    | Vëllaznimi      |
| 25 | Doris Manco           | P     | 25 gennaio 2007   | Antioquia       |
| 29 | Emelys Martínez       | S     | 8 maggio 2000     | Fushë Kosova    |

## Costa Rica
| N° | Nome              | Ruolo | Data di nascita  | Squadra           |
| -- | ----------------- | ----- | ---------------- | ----------------- |
| -  | José Briceño      | All.  |                  |                   |
| 1  | Tania Carazo      | S     | 11 agosto 1996   | Goicoechea        |
| 5  | Tamara Espinoza   | S     | 15 gennaio 2000  | Santa Bárbara     |
| 6  | Lakysha Thompson  | C     | 28 maggio 2002   | San José          |
| 7  | Yuliana González  | P     | 7 giugno 1995    | Santa Bárbara     |
| 9  | Kristina Vargas   | O     | 21 ottobre 2008  | Montverde Academy |
| 14 | Ana Rojas         | O     | 14 maggio 2002   | Santa Bárbara     |
| 15 | Danna León        | C     | 15 febbraio 2006 | Goicoechea        |
| 16 | Adriana Solis     | L     | 11 ottobre 1995  | UNA               |
| 20 | Valeria Campos    | C     | 20 gennaio 1995  | UNA               |
| 21 | Chiara Boninsegna | S     | 10 gennaio 2004  | Belén             |
| 25 | Crystell Arce     | C     | 11 giugno 2004   | San Carlos        |
| 28 | Karen Mora        | P     | 25 febbraio 2003 | San Carlos        |

## Cuba
| N° | Nome               | Ruolo | Data di nascita  | Squadra             |
| -- | ------------------ | ----- | ---------------- | ------------------- |
| -  | Manuel Torres      | All.  | -                | -                   |
| 2  | Dezirett Madán     | O     | 10 dicembre 2002 | PTT                 |
| 5  | Dayana Martínez    | C     | 19 ottobre 2002  | Braga               |
| 8  | Yanileydis Sánchez | S     | 22 febbraio 1996 | Salwa Al-Sabah      |
| 11 | Gretell Moreno     | P     | 30 gennaio 1998  | Vandœuvre Nancy     |
| 15 | Jessica Aguilera   | C     | 25 maggio 1999   | Arīs Salonicco      |
| 16 | Aidachi Agüero     | L     | 19 marzo 1999    | Corona Brașov       |
| 17 | Evilania Martínez  | S     | 11 gennaio 2000  | Tulica              |
| 19 | Laura Suárez       | C     | 13 dicembre 1998 | JAV Olímpico        |
| 23 | Sheyla Oliva       | P     | 23 gennaio 2000  | Ulaanbaatar Phoenix |
| 25 | Ivis Vila          | S     | 22 luglio 2001   | Yogya Falcons       |

## Messico
| N° | Nome                     | Ruolo | Data di nascita   | Squadra          |
| -- | ------------------------ | ----- | ----------------- | ---------------- |
| -  | Nicola Negro             | All.  | 10 gennaio 1980   | Minas            |
| 1  | Uxue Guereca             | S     | 12 febbraio 2001  | Markopoulo       |
| 2  | Samantha Bricio          | S     | 22 novembre 1994  | -                |
| 3  | Sofía Maldonado          | O     | 6 febbraio 2002   | Voluntari        |
| 4  | María Fernanda Rodríguez | S     | 23 giugno 1997    | -                |
| 6  | Grecia Castro            | S     | 5 marzo 2001      | Ciutadella       |
| 7  | Argentina Ung            | P     | 25 aprile 2002    | Savino Del Bene  |
| 8  | Marian Ovalle            | O     | 14 settembre 2002 | Chihuahua        |
| 10 | Arleth Márquez           | C     | 26 dicembre 2005  | Juanio's Xalisco |
| 11 | Jocelyn Urías            | C     | 12 febbraio 1996  | Lugoj            |
| 12 | Joseline Landeros        | L     | 20 dicembre 2000  | Abşeron          |
| 15 | Paola Rivera             | P     | 22 maggio 1999    | Regatas Lima     |
| 16 | Angela Muñoz             | L     | 10 novembre 2000  | Tigrillas UANL   |
| 23 | Melanie Parra            | S     | 12 settembre 2002 | Texas Christian  |
| 33 | Karina Flores            | C     | 16 agosto 1998    | Regatas Lima     |

## Perù
| N° | Nome                | Ruolo | Data di nascita   | Squadra                   |
| -- | ------------------- | ----- | ----------------- | ------------------------- |
| -  | Antônio Rizola      | All.  | 9 agosto 1958     | -                         |
| 1  | Yadhira Anchante    | P     | 19 novembre 2002  | Black Angels Perugia      |
| 2  | Diana de la Peña    | C     | 7 giugno 1999     | Alianza Lima              |
| 3  | Claudia Palza       | C     | 4 luglio 2001     | Rebaza Acosta             |
| 4  | Maricarmen Guerrero | C     | 17 gennaio 1999   | Alianza Lima              |
| 6  | Aixa Vigil          | O     | 23 settembre 2001 | Alianza Lima              |
| 8  | Kiara Vicente       | S     | 7 ottobre 2002    | Rebaza Acosta             |
| 13 | María José Rojas    | P     | 12 luglio 2003    | Deportivo Géminis         |
| 14 | Flavia Montes       | C     | 22 novembre 2000  | San Martín                |
| 15 | Karla Ortiz         | S     | 20 ottobre 1991   | Universitario             |
| 18 | Sandra Ostos        | S     | 10 ottobre 1997   | Circolo Sportivo Italiano |
| 20 | Coraima Gómez       | S     | 9 agosto 1996     | Universitario             |
| 21 | Esmeralda Sánchez   | L     | 1º settembre 1998 | Alianza Lima              |
| 23 | Thaisa Mc Leod      | O     | 1º gennaio 2002   | Deportivo Géminis         |
| 24 | Rachell Hidalgo     | L     | 9 dicembre 2002   | Regatas Lima              |

## Porto Rico
| N° | Nome                  | Ruolo | Data di nascita   | Squadra                 |
| -- | --------------------- | ----- | ----------------- | ----------------------- |
| -  | Juan Carlos Nuñez     | All.  | -                 | Criollas de Caguas      |
| 2  | Shara Venegas         | L     | 18 settembre 1992 | San Diego Mojo          |
| 4  | Dariana Hollingsworth | O     | 17 giugno 1999    | Atenienses de Manatí    |
| 5  | Wilmarie Rivera       | P     | 14 febbraio 1997  | Columbus Fury           |
| 6  | Jennifer Nogueras     | P     | 1º agosto 1991    | Olympiada Neapolīs      |
| 8  | Valeria Vázquez       | S     | 28 gennaio 2001   | Omaha Supernovas        |
| 10 | Diana Reyes           | C     | 29 aprile 1993    | Criollas de Caguas      |
| 12 | Neira Ortiz           | C     | 6 luglio 1993     | Cangrejeras de Santurce |
| 13 | Paulina Pérez         | S     | 12 marzo 2000     | Criollas de Caguas      |
| 15 | Adriana Rodríguez     | C     | 25 agosto 2002    | Valencianas de Juncos   |
| 16 | Paola Santiago        | S     | 17 febbraio 2000  | Mets de Guaynabo        |
| 17 | Decelise Champion     | O     | 16 settembre 2009 | Casal de' Pazzi         |
| 18 | Alba Hernández        | C     | 3 ottobre 1994    | Criollas de Caguas      |
| 19 | Karla Santos          | S     | 28 novembre 1997  | Atenienses de Manatí    |
| 24 | Okiana Valle          | L     | 29 agosto 1997    | Criollas de Caguas      |

## Rep. Dominicana
| N° | Nome               | Ruolo | Data di nascita   | Squadra         |
| -- | ------------------ | ----- | ----------------- | --------------- |
| -  | Marcos Kwiek       | All.  | 18 agosto 1967    | -               |
| 2  | Yaneirys Rodríguez | L     | 26 giugno 2000    | -               |
| 4  | Vielka Peralta     | S     | 13 aprile 1999    | Kuzeyboru       |
| 5  | Brenda Castillo    | L     | 5 giugno 1992     | Savino Del Bene |
| 9  | Angélica Hinojosa  | C     | 10 gennaio 1997   | -               |
| 11 | Geraldine González | C     | 18 aprile 2002    | Herceg Novi     |
| 12 | Yokaty Pérez       | P     | 6 agosto 1998     | Lamias 2013     |
| 13 | Massiel Matos      | O     | 16 aprile 1998    | Fluminense      |
| 15 | Madeline Guillén   | S     | 4 giugno 2001     | Bandung BJB     |
| 16 | Yonkaira Peña      | S     | 10 maggio 1993    | Minas           |
| 18 | Camila de la Rosa  | P     | 2 luglio 2001     | -               |
| 20 | Brayelin Martínez  | S     | 11 settembre 1996 | Dinamo-Ak Bars  |
| 21 | Jineiry Martínez   | C     | 3 dicembre 1997   | Liaoning        |
| 22 | Samaret Caraballo  | S     | 8 luglio 1999     | Békéscsabai     |
| 23 | Gaila González     | O     | 22 giugno 1997    | Dinamo-Ak Bars  |

## Trinidad e Tobago
| N° | Nome                | Ruolo | Data di nascita   | Squadra         |
| -- | ------------------- | ----- | ----------------- | --------------- |
| -  | Deon Hutchinson     | All.  |                   |                 |
| 1  | Destiny Leon        | C     | 2 giugno 1999     | Big Sepos       |
| 3  | Channon Thompson    | S     | 29 marzo 1994     | Marcq-en-Barœul |
| 6  | Delicia Pierre      | S     | 11 ottobre 1991   | -               |
| 9  | Johanna Belmar      | P     | 23 settembre 1998 | -               |
| 11 | Nya Steele          | P     | 2 aprile 2000     | -               |
| 12 | Malika Davidson     | S     | 6 marzo 1996      | -               |
| 14 | Kaylon Cruickshank  | C     | 9 luglio 1998     | -               |
| 16 | Krystle Esdelle     | O     | 1º agosto 1984    | -               |
| 18 | Kristianna Richards | S     | 28 giugno 2005    | -               |
| 19 | Jordanne Hutchinson | L     | 16 giugno 2006    | -               |
| 20 | Natassia Baptiste   | C     | 1º febbraio 2004  | Oral Roberts    |
| 21 | Sadie Torkar        | O     | 6 febbraio 2010   | -               |

## Venezuela
| N° | Nome               | Ruolo | Data di nascita   | Squadra          |
| -- | ------------------ | ----- | ----------------- | ---------------- |
| -  | Adrían Fiorenza    | All.  | -                 | -                |
| 1  | Milagros Hernández | C     | 9 aprile 1990     | Regatas Lima     |
| 2  | Mariangel Vivas    | S     | 26 novembre 2003  | Haro             |
| 4  | Sofía Caruci       | P     | 27 luglio 2007    | Carabobo         |
| 5  | Karyanlys Segura   | L     | 23 settembre 1999 | Lara             |
| 7  | Asly Antivero      | S     | 3 settembre 1999  | Nyíregyháza      |
| 8  | Juliennis Regalado | O     | 7 febbraio 1998   | Leganés          |
| 9  | Isabel Fernández   | C     | 17 settembre 2004 | Astillero        |
| 10 | Fabiana Pesce      | P     | 30 gennaio 2001   | Skënderbeu       |
| 11 | Nelmaira Váldez    | S     | 22 aprile 1992    | Osasco           |
| 14 | Aleoscar Blanco    | C     | 18 luglio 1987    | -                |
| 16 | Winderlys Medina   | S     | 2 aprile 1998     | Heidelberg       |
| 17 | Roslandy Acosta    | S     | 25 febbraio 1992  | Bauru            |
| 21 | Elena Berroterán   | L     | 20 gennaio 1987   | Distrito Capital |
| 23 | Meriyen Serrano    | C     | 14 dicembre 1997  | Cuesta Piedra    |